# Ямал-201
Ямал-201 или Ямал-200 № 1 — один из двух спутников серии Ямал-200, созданный РКК «Энергия» по заказу «Газком», выведен на геостационарную орбиту с точкой стояния 90° восточной долготы ракетой-носителем «Протон-К» 24 ноября 2003 года. Запас топлива обеспечивал стабильную работу до 24 ноября 2015 года, но КА вышел из строя и прекратил свою работу 5 июня 2014 года.
Спутники Ямал-200 расширяют систему спутниковой связи «Ямал», в составе которой на момент запуска спутников «Ямал-200», функционировал спутник Ямал-100.
Спутник Ямал-201, оснащённый 9-ю транспондерами C-диапазона и 6-ю Ku-диапазона, установлен, как и Ямал-100, в орбитальную позицию 90° в. д. Он предназначен в основном для развития и резервирования сетей клиентов, работающих через спутник Ямал-100.
Спутники Ямал-200 созданы в рамках Федеральной космической программы России.

## История
- 20 декабря 2011 ~9:30 MSK, внезапно исчез сигнал со спутника[1][2][3].
- 21 декабря 2011, вещание восстановлено[4][5][6].
- 5 июня 2014 года в 12:50 MSK произошёл сбой в работе спутника, что привело к выключению транспондеров и временному прекращению работы сетей связи и телевидения, использующих этот спутник[7]. В результате сбоя и невозможности восстановления штатной работы спутника, Ямал-201 был выведен из эксплуатации[8].